# 陆标
陆标（1963年—），辽宁营口人，汉族，中华人民共和国政治人物、第十二届全国人民代表大会黑龙江地区代表。
毕业于清华大学经济学专业，加入中国共产党。2013年，被选为全国人大代表。